# Грегуар Мулен против человечества
«Грегуар Мулен против человечества» («Грегори Мулин против человечества»; фр. Gregoire Moulin contre l`humanite) — романтическая комедия режиссёра Артюса де Пенгерна.

## Сюжет
Грегуар Мулен не любит футбол. Он маленький человек, стеснительный клерк, страховой агент. Он не знает, как себя вести с девушками, и не может постоять за себя. Но в день финала кубка Франции в жизни Грегуара наступает внезапный перелом.

## В ролях
| Актёр            | Роль            |
| ---------------- | --------------- |
| Артюс де Пенгерн | Грегуар Мулен   |
| Паскаль Арбийо   | Одиль Бонер     |
| Элизабет Витали  | Элен            |
| Анна Гэйлор      | Владелица лавки |
| Дидье Бенуа      | Врач-психопат   |
| Кловис Корнийяк  | Джеки           |
| Тома Шаброль     | Родольф         |
| Валери Бенгиги   | мама Грегуара   |

## Награды и номинации
- «Сезар» (2002):
  - за лучший дебютный фильм (номинация)